# Walter Frenzel (Textiltechniker)
Walter Eduard Michael Frenzel (* 29. September 1884 in Kleinzschachwitz; † 14. Oktober 1970 in Berlin) war ein deutscher Textiltechniker und Hochschullehrer.

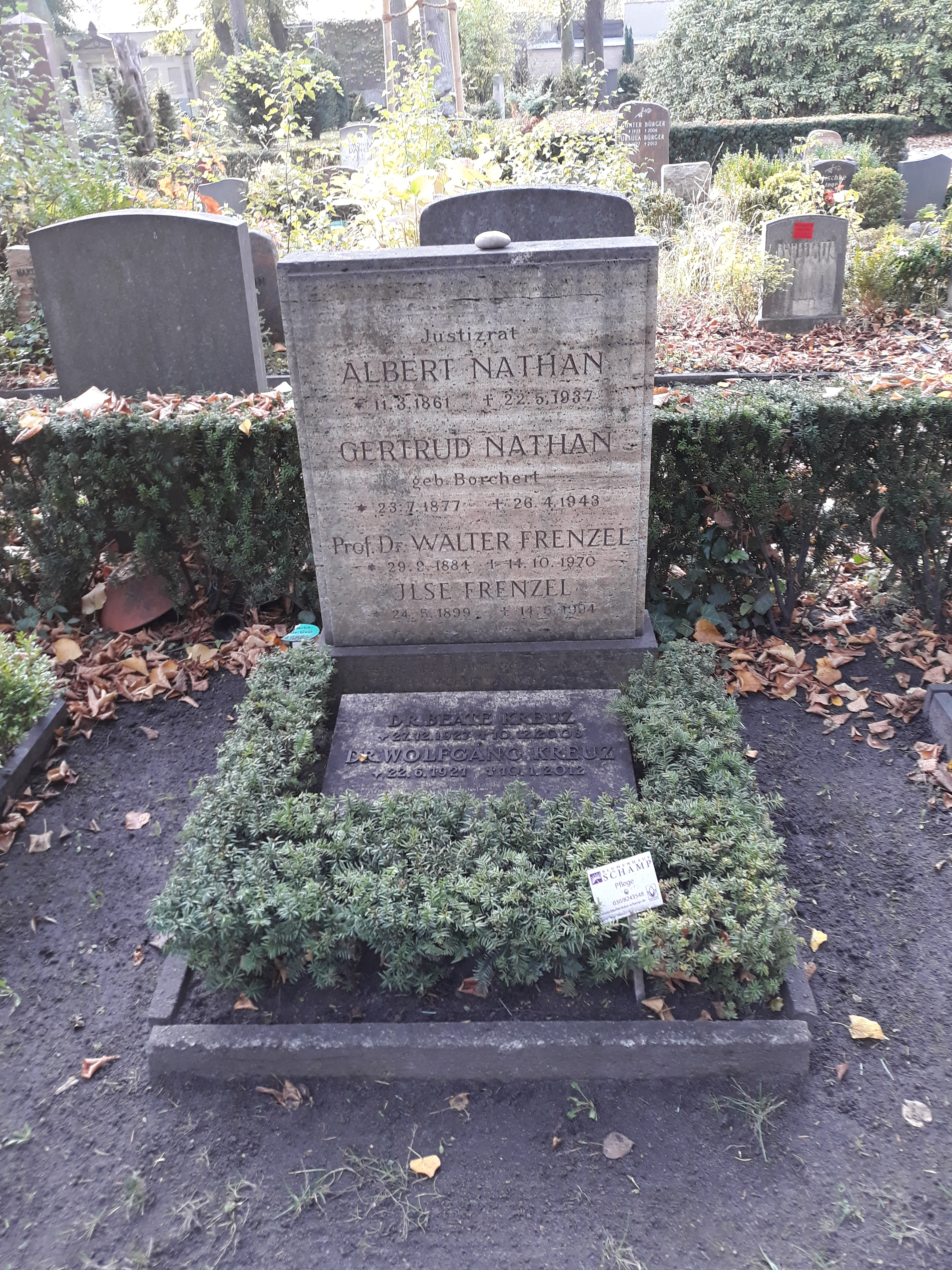
Das Familiengrab von Walter Frenzel und seiner Ehefrau Ilse auf dem Friedhof Wilmersdorf in Berlin.

## Leben
Walter Frenzel studierte an der TH Dresden am Mechanisch-Technologischen Institut, von dessen Direktor Ernst Müller er gefördert wurde. Frenzel ging als Assistent an die TH Hannover und promovierte 1912 mit einer Arbeit zur Gasdurchlässigkeit von Ballonstoffen am Institut für Textiltechnologie der TH Dresden. Im selben Jahr wurde er Direktionsassistent bei der Norddeutschen Jutespinnerei und Weberei in Hamburg. Von 1914 bis 1918 nahm er als Soldat am Ersten Weltkrieg teil. Abschließend wurde er Ingenieur in der Rhein-Hansa-Spinnerei Neuß, 1921 Leiter des neu errichteten Reichs-Faser-Forschungsinstitutes zu Delft in den Niederlanden, 1925 Direktor der Spinnerei und Weberei in Goirle in Niederlande und 1932 Direktor der Höheren Fachschule für Textilindustrie und des ihr angeschlossenen Prüfamtes in Chemnitz. Im Jahr 1938 übernahm Frenzel nebenamtlich die Leitung der Höheren Fachschule für Wirkerei- und Strickerei-Industrie in Chemnitz. Schließlich wurde er 1942 Leiter der Textilingenieurschule und des Konditionierungs- und Prüfamtes Sorau in der Niederlausitz. Nach dem Ende des Zweiten Weltkrieges wurde er noch im Jahr 1945 Dezernent in der Abteilung Wirtschaft und Arbeit der Landesverwaltung Sachsen und später Leiter der Abteilung für Forschung und Entwicklung bei der Landesregierung Sachsens. Im Jahr 1947 wurde Frenzel als Professor für Textiltechnik und Direktor des Instituts für Textil- und Papiertechnik an die TH Dresden berufen. Neben seiner Tätigkeit als Hochschullehrer gründete Frenzel zudem 1947 das Institut für Technologie der Fasern der Deutschen Akademie der Wissenschaften zu Berlin in Pirna-Copitz, das 1954 nach Dresden umgesiedelt wurde. Im Alter von 72 Jahren erfolgte 1957 Frenzels Emeritierung, die Professur erhielt Wolfgang Bobeth.

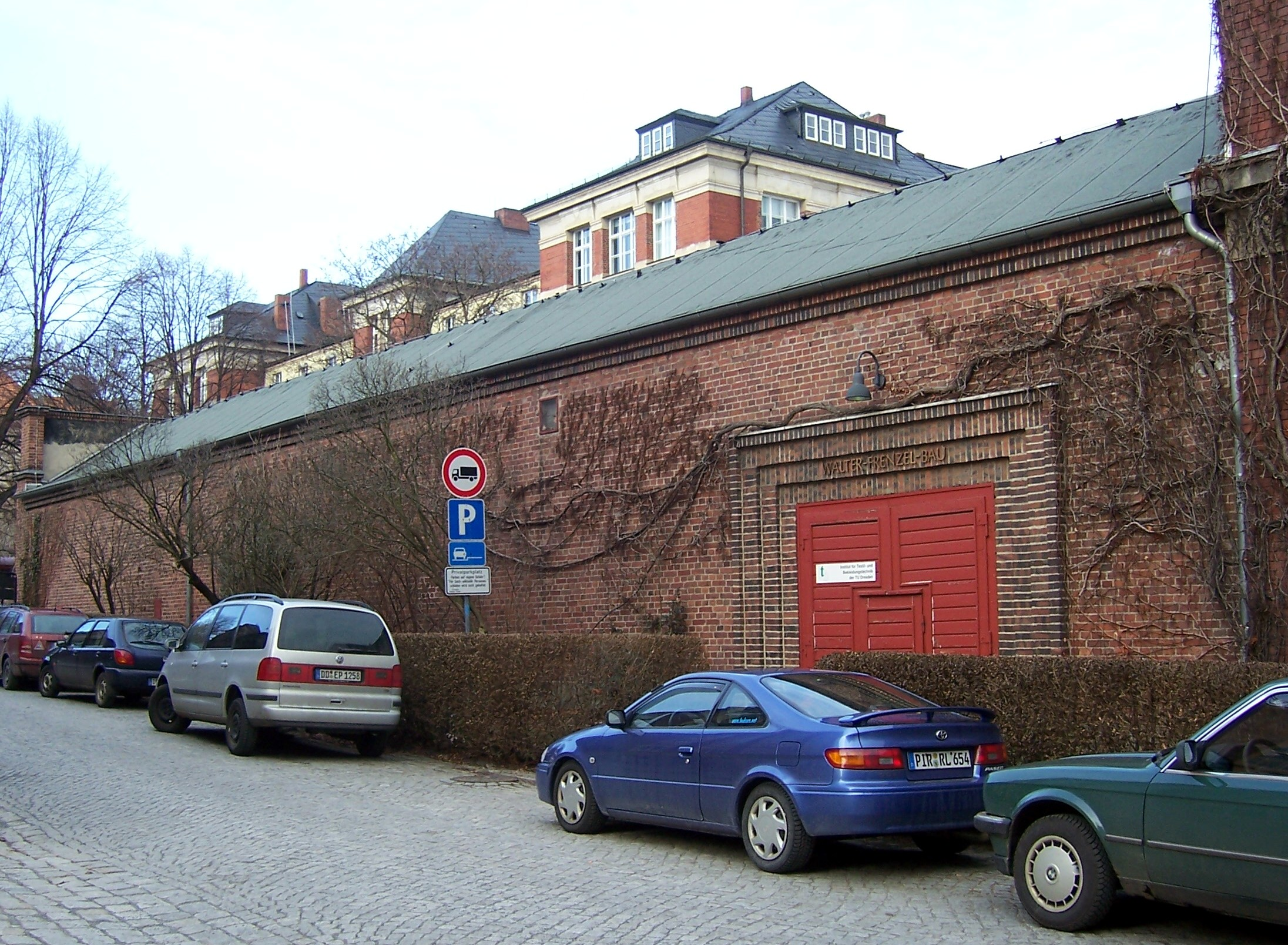
Walter-Frenzel-Bau der TU Dresden

Walter Frenzel war Begründer und langjähriger Herausgeber der Zeitschrift Faserforschung und Textiltechnik. Neben 130 Veröffentlichungen weist sein Gesamtwerk auch 30 Patente auf. Walter Frenzel war Mitglied der Akademie der Wissenschaften zu Berlin, der Sächsischen Akademie der Wissenschaften und Nationalpreisträger der DDR. Seit 1996 trägt die Textilmaschinenhalle der Fakultät Maschinenwesen der TU Dresden den Namen Walter-Frenzel-Bau.

## Künstlerische Darstellung Frenzels
- Fritz Skade: Nationalpreisträger Prof. Frenzel (Tafelbild, Öl; 1956; ausgestellt 1958/1959 auf der Vierten Deutschen Kunstausstellung in Dresden)[1]

## Schriften
- Untersuchungen an garn-verarbeitenden Maschinen (1954)